# ماندي سانتوس
ماندي سانتوس (بالإنجليزية: Mandy Santos)‏ هي مغنية مؤلفة بريطانية، ولدت في 30 مايو 1992 في لندن في المملكة المتحدة.

## وصلات خارجية
- الموقع الرسمي